# Остров Веры (Приморье)
Остров Веры — небольшой скалистый остров в Приморье, Россия. Расположен в акватории Японского моря, прямо напротив отмершей северной дельты реки Туманная, у входа в бухту Сивучью. Остров высотой до 40 м имеет более пологий склон в западной части, со стороны моря его окружают скалы и рифы. От берега континента его отделяет узкий пролив шириной 480 м. Остров Веры расположен на одной широте с островом Фуругельма, в 8 км к западу от него. Поэтому он, также как и более крупный остров Фуругельма, может считаться самым южным островом Приморья и всей России. Открыт русскими моряками в 1854 году. С 24 марта 1978 года территория острова принадлежит Дальневосточному морскому заповеднику. Покрыт травой и кустарниками. У берегов острова обитает краснокнижный вид — валлония тонкогубая Петра. Имеются лежбища сивучей и других морских животных. Площадь поверхности — 0,038 км².